# 1974 en astronautique
Chronologie de l'astronautique
- 1970
- 1971
- 1972
- 1973
- 1974
- 1975
- 1976
- 1977
- 1978

Cette page présente une chronologie des événements qui se sont produits pendant l'année 1974 dans le domaine de l'astronautique.

## Activité spatiale détaillée

### Chronologie

#### Janvier
| Date            | Lanceur       | Base de lancement | Type                   | Charge utile | Notes                                           |
| 17 janvier 1974 | Cosmos-3M     | Baïkonour         | Orbite basse           | Zaliv        | Satellite de navigation/télécommunications      |
| 19 janvier 1974 | Delta 2313    | Cape Canaveral    | Orbite géostationnaire | Skynet IIA   | Satellite de télécommunications militaire Échec |
| 24 janvier 1974 | Voskhod 11A57 | Baïkonour         | Orbite basse           | Zenit-2M     | Satellite de reconnaissance                     |
| 30 janvier 1974 | Voskhod 11A57 | Baïkonour         | Orbite basse           | Zenit-4MK    | Satellite de reconnaissance                     |

#### Février
| Date            | Lanceur       | Base de lancement | Type                                | Charge utile             | Notes                                                                                    |
| 6 février 1974  | Cosmos-3M     | Baïkonour         | Orbite basse                        | Tselina-OM               | Satellite d'écoute électronique                                                          |
| 11 février 1974 | Titan IIIE    | Cape Canaveral    | Orbite géosynchrone                 | Viking Dynamic Simulator | Evaluation des contraintes dynamiques sur une maquette de la sonde spatiale Viking Échec |
| 11 février 1974 | Titan IIIE    | Cape Canaveral    | Orbite de transfert géostationnaire | SPHINX (en)              | Satellite technologique                                                                  |
| 12 février 1974 | Voskhod 11A57 | Baïkonour         | Orbite basse                        | Zenit-4M                 | Satellite de reconnaissance                                                              |
| 13 février 1974 | Titan 24B     | Vandenberg        | Orbite basse                        | KH-8                     | Satellite de reconnaissance optique                                                      |
| 16 février 1974 | Mu-3C         | Uchinoura         | Orbite basse                        | Tansei-2                 | Satellite technologique                                                                  |
| 18 février 1974 | Scout D-1     | San Marco         | Orbite basse                        | San Marco 4              | Etude de la haute atmosphère                                                             |
| 27 février 1974 | Cosmos-2      | Baïkonour         | Orbite basse                        | DS-P1-Yu No. 71          | Calibration radar                                                                        |

#### Mars
| Date         | Lanceur        | Base de lancement | Type                   | Charge utile    | Notes                                                                                       |
| 5 mars 1974  | Vostok 8A92M   | Baïkonour         | Orbite héliosynchrone  | Meteor-M No. 30 | Satellite météorologique                                                                    |
| 5 mars 1974  | Cosmos-2       | Baïkonour         | Orbite basse           | DS-P1-Yu No. 67 | Calibration radar                                                                           |
| 9 mars 1974  | Scout D-1      | Vandenberg        | Orbite polaire         | Miranda         | Satellite technologique                                                                     |
| 14 mars 1974 | Voskhod 11A57  | Baïkonour         | Orbite basse           | Zenit-2M        | Satellite de reconnaissance                                                                 |
| 16 mars 1974 | Thor Burner 2A | Vandenberg        | Orbite héliosynchrone  | DMSP 8531       | Satellite météorologique militaire                                                          |
| 20 mars 1974 | Soyouz-U       | Baïkonour         | Orbite basse           | Zenit-4MK       | Satellite de reconnaissance                                                                 |
| 26 mars 1974 | Proton-K/DM    | Baïkonour         | Orbite géostationnaire | Radouga-GVM     | Maquette du satellite Radouga, premier satellite soviétique placé en orbite géostationnaire |

#### Avril
| Date          | Lanceur       | Base de lancement | Type                   | Charge utile       | Notes                               |
| 3 avril 1974  | Soyouz-U      | Baïkonour         | Orbite basse           | Soyouz n°71 EPS    | Test Soyouz                         |
| 4 avril 1974  | Voskhod 11A57 | Baïkonour         | Orbite basse           | Zenit-4MK          | Satellite de reconnaissance         |
| 10 avril 1974 | Titan IIID    | Vandenberg        | Orbite basse           | KH-9 SV-8          | Satellite de reconnaissance optique |
| 10 avril 1974 | Titan IIID    | Vandenberg        | Orbite basse           | P-11 2e génération |                                     |
| 11 avril 1974 | Voskhod 11A57 | Baïkonour         | Orbite basse           | Zenit-2M           | Satellite de reconnaissance         |
| 12 avril 1974 | Voskhod 11A57 | Baïkonour         | Orbite basse           | Zenit-4MK          | Satellite de reconnaissance Échec   |
| 13 avril 1974 | Delta 2914    | Cape Canaveral    | Orbite géostationnaire | Westar 1           | Satellite de télécommunications     |
| 20 avril 1974 | Molnia M      | Baïkonour         | Orbite de Molnia       | Molniya-1          | Satellite de télécommunications     |
| 23 avril 1974 | Cosmos-3M     | Baïkonour         | Orbite basse           | Strela-1M x 8      | Satellites de télécommunications    |
| 24 avril 1974 | Vostok 8A92M  | Baïkonour         | Orbite héliosynchrone  | Meteor-M No. 22    | Satellite météorologique            |
| 26 avril 1974 | Molnia M      | Baïkonour         | Orbite de Molnia       | Molniya-2          | Satellite de télécommunications     |
| 29 avril 1974 | Voskhod 11A57 | Baïkonour         | Orbite basse           | Zenit-4MK          | Satellite de reconnaissance         |
| 29 avril 1974 | Cosmos-3M     | Baïkonour         | Orbite basse           | Sfera              | Géodésie                            |

#### Mai
| Date        | Lanceur       | Base de lancement | Type                   | Charge utile              | Notes                                     |
| 15 mai 1974 | Tsiklon-2     | Baïkonour         | Orbite basse           | US-A                      | Satellite de reconnaissance radar         |
| 15 mai 1974 | Soyouz-U      | Baïkonour         | Orbite basse           | Zenit-4MK                 | Satellite de reconnaissance               |
| 15 mai 1974 | Voskhod 11A57 | Baïkonour         | Orbite basse           | Zenit-2M                  | Satellite de reconnaissance               |
| 17 mai 1974 | Tsiklon-2     | Baïkonour         | Orbite basse           | US-A                      | Satellite de reconnaissance radar         |
| 17 mai 1974 | Delta 2914    | Cape Canaveral    | Orbite géostationnaire | SMS 1                     | Satellite météorologique Échec            |
| 17 mai 1974 | Cosmos-3M     | Kapoustine Iar    | Orbite basse           | Intercosmos 11            | Satellite scientifique                    |
| 21 mai 1974 | Cosmos-3M     | Baïkonour         | Orbite basse           | Tselina-OM                | Satellite d'écoute électronique           |
| 23 mai 1974 | Soyouz-U      | Baïkonour         | Orbite basse           | Iantar'-2K No. 1          | Satellite de reconnaissance optique Échec |
| 27 mai 1974 | Soyouz 11A511 | Baïkonour         | Orbite basse           | Soyouz n°61               | Test Soyouz                               |
| 29 mai 1974 | Proton-K/D    | Baïkonour         |                        | Luna 22                   | Sonde spatiale lunaire                    |
| 30 mai 1974 | Voskhod 11A57 | Baïkonour         | Orbite basse           | Zenit-4MK                 | Satellite de reconnaissance               |
| 30 mai 1974 | Titan IIIC    | Cape Canaveral    | Orbite géostationnaire | Advanced Test Satellite 6 | Satellite technologique                   |

#### Juin
| Date         | Lanceur        | Base de lancement | Type             | Charge utile     | Notes                                      |
| 3 juin 1974  | Scout E-1      | Vandenberg        | Orbite haute     | Explorer 52 (en) | Etude de la magnétosphère terrestre        |
| 6 juin 1974  | Voskhod 11A57  | Baïkonour         | Orbite basse     | Zenit-2M         | Satellite de reconnaissance                |
| 6 juin 1974  | Titan 24B      | Vandenberg        | Orbite basse     | KH-8             | Satellite de reconnaissance optique        |
| 13 juin 1974 | Voskhod 11A57  | Baïkonour         | Orbite basse     | Zenit-4MK        | Satellite de reconnaissance                |
| 18 juin 1974 | Cosmos-3M      | Baïkonour         | Orbite basse     | Vektor           | Calibration radar                          |
| 21 juin 1974 | Cosmos-3M      | Baïkonour         | Orbite basse     | Tselina-OM       | Satellite d'écoute électronique            |
| 24 juin 1974 | Proton-K       | Baïkonour         | Orbite basse     | Saliout 3        | Station spatiale                           |
| 26 juin 1974 | Cosmos-2       | Baïkonour         | Orbite basse     | DS-P1-I No. 14   | Calibration radar                          |
| 27 juin 1974 | Cosmos-3M      | Baïkonour         | Orbite basse     | Zaliv            | Satellite de navigation/télécommunications |
| 29 juin 1974 | Soyouz 11A511M | Baïkonour         | Orbite basse     | Zenit-4MT        | Satellite de reconnaissance                |
| 29 juin 1974 | Molnia M       | Baïkonour         | Orbite de Molnia | Oko              | Satellite d'alerte précoce                 |

#### Juillet
| Date            | Lanceur       | Base de lancement | Type                  | Charge utile         | Notes                                           |
| 3 juillet 1974  | Soyouz 11A511 | Baïkonour         | Orbite basse          | Soyouz 14            | Relève équipage station spatiale                |
| 9 juillet 1974  | Vostok 8A92M  | Baïkonour         | Orbite héliosynchrone | Meteor-Priroda No. 1 | Satellite météorologique                        |
| 11 juillet 1974 | Cosmos-2      | Baïkonour         | Orbite basse          | DS-P1-Yu No. 68      | Calibration radar Échec                         |
| 12 juillet 1974 | Voskhod 11A57 | Baïkonour         | Orbite basse          | Zenit-4MK            | Satellite de reconnaissance                     |
| 12 juillet 1974 | Feng Bao 1    | Jiuquan           | Orbite basse          | JSSW 2               | Satellite de reconnaissance Échec               |
| 14 juillet 1974 | Atlas F/PTS   | Vandenberg        | Orbite moyenne        | NTS 1                | Satellite de navigation                         |
| 16 juillet 1974 | Scout D-1     | Vandenberg        | Orbite basse          | AEROS 2              | Etude de la haute atmosphère et de l'ionosphère |
| 23 juillet 1974 | Molnia M      | Baïkonour         | Orbite de Molnia      | Molniya-2            | Satellite de télécommunications                 |
| 25 juillet 1974 | Voskhod 11A57 | Baïkonour         | Orbite basse          | Zenit-4M             | Satellite de reconnaissance                     |
| 25 juillet 1974 | Cosmos-2      | Baïkonour         | Orbite basse          | DS-P1-Yu No. 74      | Calibration radar                               |
| 26 juillet 1974 | Voskhod 11A57 | Baïkonour         | Orbite basse          | Zenit-2M             | Satellite de reconnaissance                     |
| 29 juillet 1974 | Proton-K/DM   | Baïkonour         | Orbite de Molnia      | Molniya-1S           | Satellite de télécommunications                 |

#### Août
| Date         | Lanceur        | Base de lancement | Type                  | Charge utile     | Notes                               |
| 6 août 1974  | Soyouz-U       | Baïkonour         | Orbite basse          | Soyouz S no1L    | Test Soyouz                         |
| 7 août 1974  | Voskhod 11A57  | Baïkonour         | Orbite basse          | Zenit-4MK        | Satellite de reconnaissance         |
| 9 août 1974  | Thor Burner 2A | Vandenberg        | Orbite héliosynchrone | DMSP 9532        | Satellite météorologique militaire  |
| 12 août 1974 | Soyouz-U       | Baïkonour         | Orbite basse          | Soyouz n°72-EPSA | Test Soyouz                         |
| 14 août 1974 | Titan 24B      | Vandenberg        | Orbite basse          | KH-8             | Satellite de reconnaissance optique |
| 16 août 1974 | Vostok 8A92M   | Baïkonour         | Orbite basse          | Tselina-D        | Satellite d'écoute électronique     |
| 26 août 1974 | Soyouz 11A511  | Baïkonour         | Orbite basse          | Soyouz 15        | Relève équipage station spatiale    |
| 29 août 1974 | Voskhod 11A57  | Baïkonour         | Orbite basse          | Zenit-4MK        | Satellite de reconnaissance         |
| 29 août 1974 | Cosmos-3M      | Baïkonour         | Orbite basse          | Sfera            | Géodésie                            |
| 30 août 1974 | Voskhod 11A57  | Baïkonour         | Orbite basse          | Zenit-2M         | Satellite de reconnaissance Échec   |
| 30 août 1974 | Scout D-1      | Vandenberg        | Orbite basse          | ANS              | Astronomie X et ultraviolet         |

#### Septembre
| Date              | Lanceur       | Base de lancement | Type         | Charge utile    | Notes                            |
| 11 septembre 1974 | Cosmos-3M     | Baïkonour         | Orbite basse | Strela-2M       | Satellite de télécommunications  |
| 19 septembre 1974 | Cosmos-3M     | Baïkonour         | Orbite basse | Strela-1M x 8   | Satellites de télécommunications |
| 20 septembre 1974 | Voskhod 11A57 | Baïkonour         | Orbite basse | Zenit-2M        | Satellite de reconnaissance      |
| 26 septembre 1974 | Cosmos-2      | Baïkonour         | Orbite basse | DS-P1-Yu No. 72 | Calibration radar                |

#### Octobre
| Date            | Lanceur       | Base de lancement | Type                   | Charge utile       | Notes                                                 |
| 10 octobre 1974 | Delta 2914    | Cap Canaveral     | Orbite géostationnaire | Westar 2           | Satellite de télécommunications                       |
| 11 octobre 1974 | Cosmos-3M     | Baïkonour         | Orbite basse           | Vektor             | Calibration radar                                     |
| 15 octobre 1974 | Scout B-1     | San Marco         | Orbite basse           | Ariel V            | Etude des rayons cosmiques et des sources de rayons X |
| 18 octobre 1974 | Voskhod 11A57 | Baïkonour         | Orbite basse           | Zenit-4MK          | Satellite de reconnaissance                           |
| 18 octobre 1974 | Cosmos-3M     | Baïkonour         | Orbite basse           | Zaliv              | Satellite de navigation/télécommunications            |
| 22 octobre 1974 | Soyouz-U      | Baïkonour         | Orbite basse           | Bion No. 2         | Expérience de microgravité                            |
| 24 octobre 1974 | Molnia M      | Baïkonour         | Orbite de Molnia       | Molniya-1          | Satellite de télécommunications                       |
| 25 octobre 1974 | Soyouz-U      | Baïkonour         | Orbite basse           | Zenit-4MK          | Satellite de reconnaissance                           |
| 28 octobre 1974 | Vostok 8A92M  | Baïkonour         | Orbite héliosynchrone  | Meteor-M No. 33    | Satellite météorologique                              |
| 28 octobre 1974 | Proton-K / D  | Baïkonour         | Orbite héliocentrique  | Luna 23            | Sonde spatiale lunaire                                |
| 29 octobre 1974 | Titan IIID    | Vandenberg        | Orbite basse           | KH-9 SV-9          | Satellite de reconnaissance optique                   |
| 29 octobre 1974 | Titan IIID    | Vandenberg        | Orbite basse           | P-11 2e génération | Satellite d'écoute électronique                       |
| 31 octobre 1974 | Cosmos-3M     | Baïkonour         | Orbite basse           | DS-U2-IK No. 4     | Astronomie, magnétosphère                             |

#### Novembre
| Date              | Lanceur              | Base de lancement | Type                   | Charge utile     | Notes                                     |
| 1er novembre 1974 | Voskhod 11A57        | Baïkonour         | Orbite basse           | Zenit-2M         | Satellite de reconnaissance               |
| 4 novembre 1974   | Soyouz 11A511M       | Baïkonour         | Orbite basse           | Zenit-4MT        | Satellite de reconnaissance               |
| 5 novembre 1974   | Longue Marche 2      | Jiuquan           | Orbite basse           | FSW              | Satellite de reconnaissance Échec         |
| 15 novembre 1974  | Delta 2310           | Vandenberg        | Orbite héliosynchrone  | NOAA 4           | Satellite météorologique                  |
| 15 novembre 1974  | Delta 2310           | Vandenberg        | Orbite basse           | AMSAT P2 OSCAR 7 | Radio amateurs                            |
| 16 novembre 1974  | Voskhod 11A57        | Baïkonour         | Orbite basse           | Zenit-4MK        | Satellite de reconnaissance               |
| 20 novembre 1974  | Cosmos-2             | Baïkonour         | Orbite basse           | DS-P1-Yu No. 73  | Calibration radar                         |
| 21 novembre 1974  | Molnia M             | Baïkonour         | Orbite de Molnia       | Molniya-3        | Satellite de télécommunications           |
| 21 novembre 1974  | Atlas SLV-3D Centaur | Cape Canaveral    | Orbite géostationnaire | Intelsat IV F8   | Satellite de télécommunications           |
| 23 novembre 1974  | Delta 2313           | Cape Canaveral    | Orbite géostationnaire | Skynet IIB       | Satellite de télécommunications militaire |
| 27 novembre 1974  | Voskhod 11A57        | Baïkonour         | Orbite basse           | Zenit-2M         | Satellite de reconnaissance               |

#### Décembre
| Date             | Lanceur       | Base de lancement | Type                   | Charge utile     | Notes                                        |
| 2 décembre 1974  | Soyouz-U      | Baïkonour         | Orbite basse           | Soyouz 16        | Relève équipage station spatiale             |
| 10 décembre 1974 | Titan IIIE    | Cape Canaveral    | Orbite basse           | Helios 1         | Satellite de reconnaissance optique          |
| 13 décembre 1974 | Soyouz-U      | Baïkonour         | Orbite basse           | Iantar'-2K No. 2 | Satellite de reconnaissance optique          |
| 17 décembre 1974 | Vostok 8A92M  | Baïkonour         | Orbite héliosynchrone  | Meteor-M No. 32  | Satellite météorologique                     |
| 18 décembre 1974 | Cosmos-3M     | Baïkonour         | Orbite basse           | Tselina-OM       | Satellite d'écoute électronique              |
| 19 décembre 1974 | Delta 2914    | Cape Canaveral    | Orbite géostationnaire | Symphonie        | Satellite de télécommunications expérimental |
| 21 décembre 1974 | Molnia M      | Baïkonour         | Orbite de Molnia       | Molniya-2        | Satellite de télécommunications              |
| 24 décembre 1974 | Tsiklon-2     | Baïkonour         | Orbite basse           | US-P             | Satellite de reconnaissance océanique        |
| 26 décembre 1974 | Proton-K      | Baïkonour         | Orbite basse           | Saliout 4        | Station spatiale                             |
| 26 décembre 1974 | Cosmos-3M     | Baïkonour         | Orbite basse           | Parous           | Satellite de navigation militaire            |
| 27 décembre 1974 | Voskhod 11A57 | Baïkonour         | Orbite basse           | Zenit-4MK        | Satellite de reconnaissance                  |

### Vol orbitaux

#### Par pays
| Pays             | Lancements | dont échecs partiels/totaux | Remarques |
| ---------------- | ---------- | --------------------------- | --------- |
| Chine            | 2          | 2                           |           |
| Japon            | 1          |                             |           |
| Union soviétique | 85         | 4                           |           |
| États-Unis       | 25         | 3                           |           |
| Total            | 113        | 9                           |           |

#### Par lanceur
| Famille de lanceurs  | Pays             | Lancements | dont échecs partiels ou totaux | Remarques |
| -------------------- | ---------------- | ---------- | ------------------------------ | --------- |
| Atlas Centaur        | États-Unis       | 1          |                                |           |
| Atlas D/E/F          | États-Unis       | 1          |                                |           |
| Cosmos -/M/2         | Union soviétique | 7          | 1                              |           |
| Cosmos 1/3/3M        | Union soviétique | 17         |                                |           |
| Delta                | États-Unis       | 7          | 2                              |           |
| Feng Bao 1           | Chine            | 1          | 1                              |           |
| Longue Marche 2      | Chine            | 1          | 1                              |           |
| Molnia               | Union soviétique | 7          |                                |           |
| Mu                   | Japon            | 1          |                                |           |
| Proton               | Union soviétique | 6          |                                |           |
| Scout                | États-Unis       | 6          |                                |           |
| Soyouz               | Union soviétique | 15         | 1                              |           |
| Thor                 | États-Unis       | 2          |                                |           |
| Titan C,D,E          | États-Unis       | 5          | 1                              |           |
| Titan II, IIIA, IIIB | États-Unis       | 3          |                                |           |
| Tsiklon-2            | Union soviétique | 3          |                                |           |
| Voskhod              | Union soviétique | 24         | 2                              |           |
| Vostok               | Union soviétique | 6          |                                |           |
| Total                |                  | 113        | 9                              |           |

#### Par type d'orbite
| Orbite                 | Lancements | Succès | Échecs | Orbite atteinte involontairement | Remarques                                                                             |
| ---------------------- | ---------- | ------ | ------ | -------------------------------- | ------------------------------------------------------------------------------------- |
| Basse                  |            |        |        |                                  |                                                                                       |
| Moyenne                |            |        |        |                                  |                                                                                       |
| Haute                  |            |        |        |                                  | dont Molnia, orbite de transfert vers la Lune, orbite elliptique à forte excentricité |
| Géosynchrone/transfert |            |        |        |                                  |                                                                                       |
| Héliocentrique         |            |        |        |                                  | dont orbite de transfert interplanétaire                                              |

#### Par site de lancement
| Pays             | Base de lancement | Nombre de lancements | Remarques |
| ---------------- | ----------------- | -------------------- | --------- |
| Chine            | Jiuquan           | 2                    |           |
| États-Unis       | San Marco         | 2                    |           |
| Japon            | Uchinoura         | 1                    |           |
| Union soviétique | Baïkonour         | 84                   |           |
| Union soviétique | Kapoustine Iar    | 1                    |           |
| États-Unis       | Cape Canaveral    | 10                   |           |
| États-Unis       | Vandenberg        | 13                   |           |
|                  | Total             | 113                  |           |

## Survols et contacts planétaires
| Date | Sonde spatiale | Événement | Remarque |
| ---- | -------------- | --------- | -------- |
|      |                |           |          |

### Sources
- (en) Jonathan McDowell, « Jonathan's Space Report », Jonathan's Space Page
- (en) Gunter Krebs, « Chronology of Space Launches », Gunter's Space Page